# Gephyromantis hintelmannae
Gephyromantis hintelmannae is een kikker uit de familie gouden kikkers (Mantellidae). De soort werd voor het eerst wetenschappelijk beschreven door Katharina Wollenberg, Frank Glaw en Miguel Vences in 2012. De soort behoort tot het geslacht Gephyromantis.
De kikker is endemisch in Madagaskar. De soort komt voor in het zuidoosten van het eiland.